# Szklany dom
Szklany dom – polski, telewizyjny, obyczajowy film fabularny z 1989 w reżyserii Małgorzaty Kopernik.

## Fabuła
Główna bohaterka filmu otrzymała właśnie wymarzone mieszkanie w starej kamienicy. Nie jest jej jednak dane zbyt długo się nim cieszyć. Kiedy pewnego razu wraca z dzieckiem do domu, okazuje się, że kamienica zniknęła. Celem kobiety staje się odnalezienie własnego domu.

## Obsada
- Dorota Pomykała – Wanda Barańska, matka Dorotki
- Dorota Wiącek – Dorotka
- Danuta Balicka – urzędniczka
- Artur Barciś – porucznik MO
- Ewa Ciepiela – mieszkanka kamienicy
- Aleksander Fabisiak – pan Kazio udający prezydenta miasta
- Krystyna Feldman – dozorczyni Bogdańska
- Elżbieta Golińska – koleżanka Wandy
- Maciej Kozłowski – urzędnik
- Grażyna Krukówna – mieszkanka kamienicy
- Sława Kwaśniewska – była gospodyni Wandy
- Jerzy Łapiński – dzielnicowy
- Andrzej Mastalerz – redaktor Maczek
- Stanisław Melski – Władek, mieszkaniec kamienicy
- Andrzej Mrozek – Czesław, dziennikarz w redakcji
- Kazimierz Ostrowicz – listonosz Ostrowski
- Halina Rasiakówna – mieszkanka kamienicy
- Teresa Sawicka – ciotka Wandy
- Wojciech Standełło – urzędnik prezydenta miasta
- Feliks Szajnert – Jurek, kolega ciotki Wandy
- Jan Adamski – Lwowiak
- Wojciech Dąbrowski – sanitariusz w szpitalu psychiatrycznym
- Jolanta Fraszyńska – ciężarna córka mieszkanki kamienicy
- Andrzej Wojaczek – Bolek, mąż ciotki Wandy

## Zdjęcia
- Wrocław